# Løgmanssteypið 2022
La Løgmanssteypið 2022 è stata la 68ª edizione della coppa nazionale delle Fær Øer. Iniziata il 2 aprile 2022, si è conclusa il 29 ottobre seguente. Il B36 Tórshavn era la squadra campione in carica. Il Víkingur Gøta ha vinto il torneo per la sesta volta nella sua storia.

## Formula
Alla competizione, disputata ad eliminazione diretta, partecipano 18 squadre: alle dieci squadre della Formuladeildin se ne sono aggiunte otto provenienti dalle serie inferiori. Tutti i turni si disputano in gara unica ad eccezione delle semifinali che si disputano in partite di andata e ritorno.

## Squadre partecipanti
| Formuladeildin (10)                                                                                               | 1. deild (4)                                     | 2. deild (3)      | 3. deild (1)            |
| AB Argir 07 Vestur B36 Tórshavn B68 Toftir EB/Streymur HB Tórshavn KÍ Klaksvík NSÍ Runavík Skála ÍF Víkingur Gøta | B71 Sandur ÍF Fuglafjørður TB Tvøroyri Undrið FF | FC Hoyvík Suðuroy | MB Miðvágur Royn Hvalba |

## Turno preliminare
| 2 aprile 2022 |       |             |
| FC Hoyvík     | 8 – 0 | MB Miðvágur |
| 3 aprile 2022 |       |             |
| Suðuroy       | 5 – 0 | Royn Hvalba |

## Ottavi di finale
| 14 aprile 2022  |             |              |
| AB Argir        | 4 – 2 (dts) | B68 Toftir   |
| ÍF Fuglafjørður | 4 – 0       | B71 Sandur   |
| HB Tórshavn     | 9 – 1       | Suðuroy      |
| EB/Streymur     | 2 – 4 (dts) | 07 Vestur    |
| TB Tvøroyri     | 4 – 0       | FC Hoyvík    |
| Víkingur Gøta   | 4 – 0       | Undrið FF    |
| Skála ÍF        | 0 – 3       | KÍ Klaksvík  |
| NSÍ Runavík     | 1 – 4       | B36 Tórshavn |

## Quarti di finale
| 18 maggio 2022 |       |                 |
| HB Tórshavn    | 2 – 1 | AB Argir        |
| KÍ Klaksvík    | 3 – 0 | ÍF Fuglafjørður |
| TB Tvøroyri    | 1 – 4 | 07 Vestur       |
| B36 Tórshavn   | 0 – 2 | Víkingur Gøta   |

## Semifinali
| Squadra 1                         | Totale | Squadra 2   | Andata | Ritorno |
| --------------------------------- | ------ | ----------- | ------ | ------- |
| 7 settembre 2022 / 5 ottobre 2022 |        |             |        |         |
| 07 Vestur                         | 2 – 6  | KÍ Klaksvík | 2 – 2  | 0 – 4   |
| Víkingur Gøta                     | 3 – 2  | HB Tórshavn | 2 – 2  | 1 – 0   |

## Finale
| Tórshavn 29 ottobre 2022, ore 19:00 UTC+0              | KÍ Klaksvík | 0 – 1                | Víkingur Gøta | Tórsvøllur |
| \| \| \| \| \| \| Marcatori \| 87’ (rig.) Vatnhamar \| |             |                      |               |            |
|                                                        |             |                      |               |            |
|                                                        | Marcatori   | 87’ (rig.) Vatnhamar |               |            |